# Retrato de Domingos e Mariana Benedita Vitória de Sequeira (Domingos Sequeira)
Retrato de Domingos e Mariana Benedita Vitória de Sequeira é uma pintura a óleo sobre tela inacabada do pintor Domingos Sequeira de 1815-16, obra que se encontra actualmente no Museu Nacional de Arte Antiga, em Lisboa.
A pintura representa os dois filhos do pintor, Mariana e Domingos, quando tinham respectivamente quatro e dois anos de idade (nasceram em 1812 e 1814) tendo o irmão mais novo falecido em 1816, não tendo Sequeira retomado depois a pintura.
De considerar a semelhança entre esta obra de Sequeira e Duas Irmãs de Fragonard (de entre 1760 e 1770) que também está no MNAA, pintura esta que é possivelmente um esboço de Duas Irmãs que está actualmente no Metropolitan Museum of Art em Nova Iorque.

## Descrição
Nesta pintura inacabada, Mariana Benedita, filha do pintor, está sentada num tamborete abraçando o irmão mais novo dois anos que estando também sentado segura um pássaro branco.
Não se trata de um esboço, mas antes das primeiras formas e volumes de uma ideia a ser desenvolvida até à sua conclusão que o pintor não teve possibilidade de realizar. O existente revela ainda assim o esquema básico da composição que poderia posteriormente ser objecto de pormenores ornamentais.
As linhas de composição dos braços de ambos sugerem um abraço mútuo quando na realidade é a irmã mais velha que protectoramente envolve o irmão. As cabeças de ambos são o elemento da composição que tem maior definição, onde dominam os tons brancos.
Sem as terminar, as cabeças foram mais trabalhadas do que o resto. Sequeira, com contrastes de luz e sombra, definiu os rostos que transmitem a sensação de uma grande vivacidade.
Na linha de retrato que Sequeira vinha seguindo, de salientar a expressão viva do olhar das crianças que dominam toda a composição que se apresenta pintada de maneira larga e pessoal.

### Ligação externa
- Página oficial do Museu Nacional de Arte Antiga